# Świecie
Świecie (germană Schwetz) este un oraș în Polonia.